# 바지라
바지라는 《상윳따 니까야》에 언급된 비구니이다(I.134-55). 그녀는 명상 도중 마라 파피야스와 마주치고 그녀의 "존재" 즉 그녀의 영혼의 기원과 창조자에 관해 질문을 받는다. 그녀는 수레에게 영구한 실존이란 없으며 수레는 구성 요소인 부품들로만 이루어졌다는 사실을 보임으로써, 인간의 "존재"를 수레에 비교하여 대답하였다.